# SuperJunior05 (Twins)
SuperJunior05 (Twins) é o álbum de estreia de estúdio da boy band sul-coreana Super Junior. Foi lançado em 5 de dezembro de 2005, pela gravadora SM Entertainment. O álbum inclui o single de estreia do grupo, "Twins (Knock Out)", e o single promocional "Miracle".
De acordo com o MIAK K-pop Albums Chart, o álbum alcançou o terceiro lugar no gráfico mensal, vendendo 28.536 cópias em seu mês de lançamento.

## Antecedentes e desenvolvimento
Após alcançar um sucesso considerável devido a sua performance de estreia com a canção "Twins (Knock Out)", no programa Inkigayo, em 6 de novembro de 2005, o grupo estava planejando lançar um single físico com a canção. No entanto, um single digital de "Twins (Knock Out)", foi lançado, junto com mais três canções, para download em 8 de novembro. Um álbum de estúdio completo, incluindo todas as canções do single digital e faixas inéditas, foi lançado em 5 de dezembro de 2005, na Coreia do Sul.
Em 12 de fevereiro de 2006, o grupo lançou o segundo single do álbum, "Miracle", e começou a promovê-lo. Diferente de "Twins (Knock Out)", que tinha maior influência do rock, "Miracle" é uma canção mais leve, sobre o amor, no estilo bubblegum pop. "Miracle" foi a segunda e última canção do álbum a ser promovida.
Apenas doze dos treze integrantes originais participam da gravação e promoção do álbum. Kyuhyun foi adicionado ao grupo após seis meses do lançamento de SuperJunior05 (Twins).

## Musicalidade e videoclipe
O primeiro single do álbum, "Twins (Knock Out)", é uma canção no estilo rap rock. A coreografia da canção foi bem recebida e ganhou bastante popularidade. O segundo single, "Miracle" é uma típica canção pop, muito bem recebida por jovens e adultos. Assim como a própria canção, a coreografia é simples e suave. O resto das canções do álbum são, principalmente, baladas românticas e canções com influência do R&B e rap.
A parte lírica envolve situações relacionadas com o amor e confiança. Canções como "You Are The One" e "So I" falam sobre a positividade de uma relação amorosa. Faixas alegres como "Miracle" e "Way For Love" mostram uma visão positiva da confiança e amor. Entretanto, algumas faixas com influência do rap, como "Twins (Knock Out)" e "Over", mostram um lado negativo do amor.
As canções "Keep In Touch" e "Believe" são covers do grupo japonês EXILE.
O videoclipe de "Miracle" foi filmado no bairro de Samseong-dong, em Seul, com a participação de 400 fãs.

## Recepção
Assim que foi lançado, o álbum conseguiu alcançar a primeira posição no gráfico semanal do Hanteo Chart. Embora SuperJunior05 (Twins) tenha sido um sucesso comercial após a estreia tão esperada do grupo em novembro, o álbum não conseguiu alcançar a primeira posição no MIAK K-pop Monthly Charts, a principal parada musical sul-coreana na época. O álbum alcançou a terceira posição no gráfico mensal, vendendo 28.536 cópias. No entanto, o single lançado em colaboração com o TVXQ, "Show Me Your Love" lançado no mesmo mês, alcançou a primeira posição, vendendo 49.945 cópias.
SuperJunior05 (Twins) permaneceu nas paradas musicais ao longo de 2006, vendendo 26.510 cópias. O álbum vendeu 10.408 cópias em 2007 e mais 86.659 unidades em meados de 2008. O álbum permanece na lista dos 60 álbuns mais vendidos entre 2005 e 2008.

## Lista de faixas
| N.º            | Título                             | Letras                  | Música                                                                          | Duração |  |
| 1.             | "Miracle"                          | Yoon Hyo-sang           | Thomas Charles La Verdi                                                         | 2:56    |  |
| 2.             | "Twins (Knock Out)"                | Yoo Young-jin           | Per Astrom, Anders Bagge, Reed Verteleney, Wayne Hector, Michael Berg Andersson | 3:20    |  |
| 3.             | "You Are The One"                  | Kenzie                  | Kathy Cantaluppi                                                                | 3:52    |  |
| 4.             | "Rock This House"                  | Yoon Hyo-sang           | Mick Lister                                                                     | 3:07    |  |
| 5.             | "차근차근" (Way for Love)          | Lee Yoon-jae            | Lee Yoon-jae                                                                    | 3:17    |  |
| 6.             | "So I"                             | Kyun Ho-joong, Sang-won | Sang-won                                                                        | 3:43    |  |
| 7.             | "Over"                             | Kim Young-hu            | Kim Young-hu                                                                    | 3:16    |  |
| 8.             | "Keep In Touch"                    | Cho Yoon-kyung          | Hitoshi Harukawa                                                                | 4:31    |  |
| 9.             | "L.O.V.E."                         | Shin Ji-won             | Jens Thoresen                                                                   | 3:36    |  |
| 10.            | "Believe"                          | Heechul                 | Seikou Nagaoka                                                                  | 4:54    |  |
| 11.            | "Twins (Knock Out)" (Instrumental) |                         | Per Astrom, Anders Bagge, Reed Verteleney, Wayne Hector, Michael Berg Andersson | 3:21    |  |
| Duração total: | Duração total:                     | Duração total:          | Duração total:                                                                  | 39:54   |  |

## Desempenho nas tabelas musicais
| País          | Parada                           | Melhor posição |
| ------------- | -------------------------------- | -------------- |
| Coreia do Sul | Hanteo Weekly Chart              | 1              |
| Coreia do Sul | MIAK K-pop Monthly Chart         | 3              |
| Coreia do Sul | Gaon Chart                       | 3              |
| Taiwan        | G-Music Weekly J-pop/K-pop Chart | 16             |

## Vendas
| País/Parada | Álbum                 | Vendas    |
| ----------- | --------------------- | --------- |
| Gaon Chart  | SuperJunior05 (Twins) | + 100,000 |

## Histórico de lançamento
| País          | Data                    | Distribuidora    | Formato      |
| ------------- | ----------------------- | ---------------- | ------------ |
| Coreia do Sul | 5 de dezembro de 2005   | SM Entertainment | CD, cassette |
| Taiwan        | 10 de fevereiro de 2006 | Avex Asia        | CD           |